# Ambalavao (Stadt)
Ambalavao ist eine Stadt im Süden von Madagaskar.

## Größe und Lage
Die Stadt mit ihren mit etwa 30.559 Einwohnern (2005) liegt verkehrsgünstig an der Nationalstraße RN 7 zwischen Fianarantsoa und Toliara in der Region Haute Matsiatra.

## Bauwerke

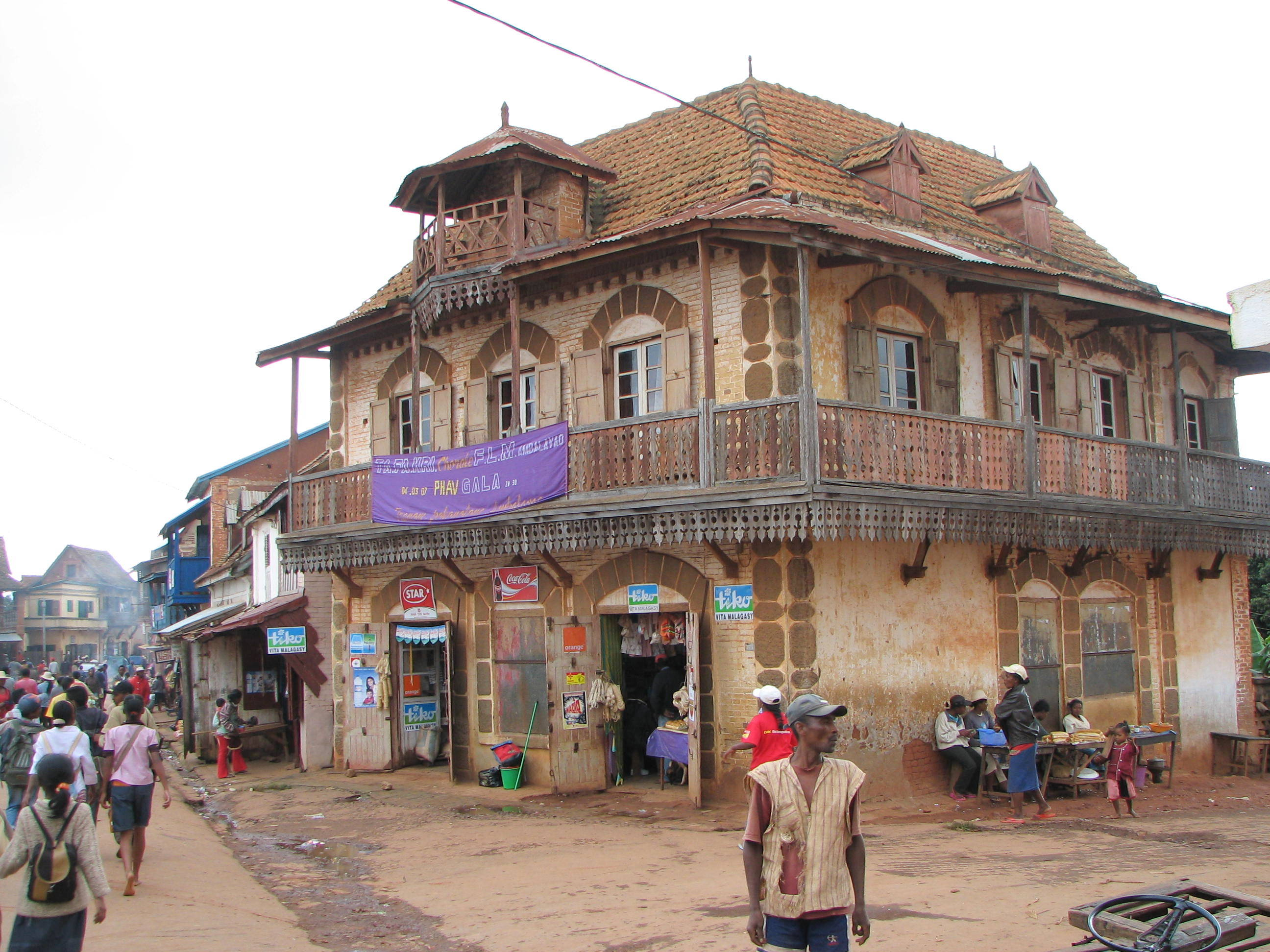
Kolonialer Baustil in der Hauptstraße

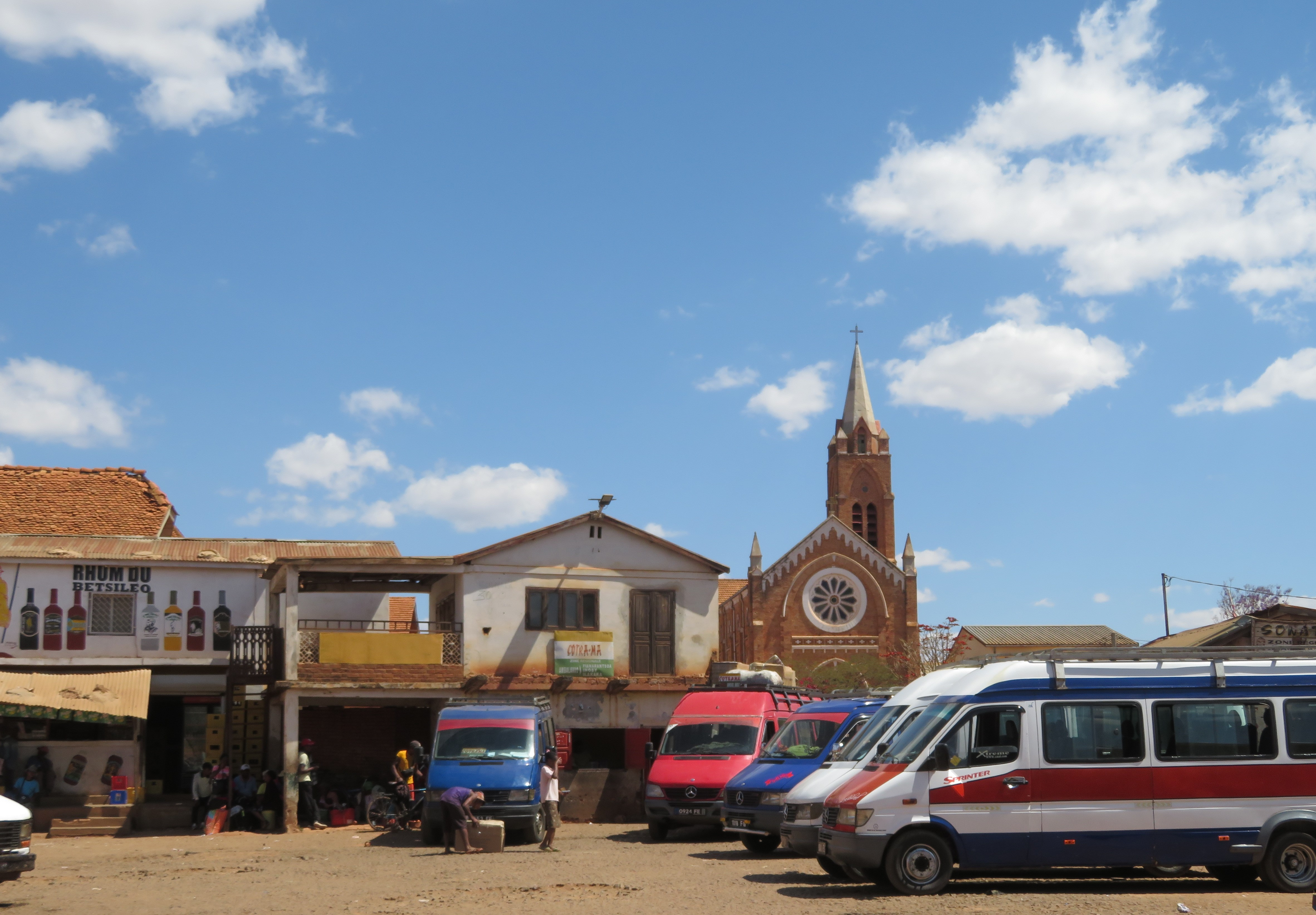
Eglise Saint Joseph

Im Ambalavao sind verschiedene Gebäude aus der Kolonialzeit mit Balkons und Veranden erhalten, die mit Schnitzereien verziert sind.
Das Bureau de la Zone Administrative ist ein Ziegelbau mit einer Freitreppe, der um 1920 errichtet wurde. Das Stadtzentrum wird überragt von dem Turm der zu Beginn des 20. Jahrhunderts erbauten neogotischen Kirche Eglise Saint Joseph.

## Kunsthandwerk und Wirtschaft

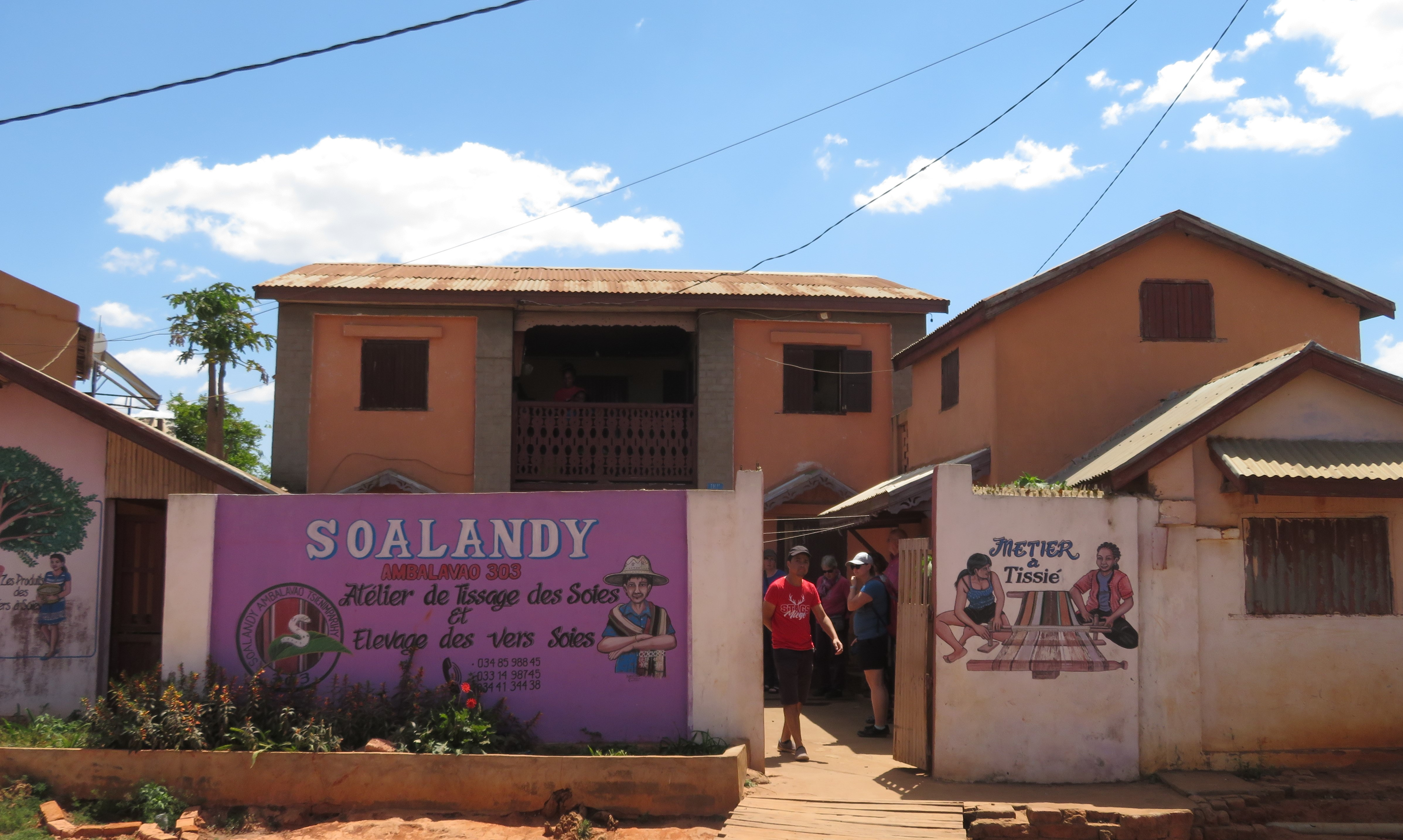
Seidenweberei

Ambalavao ist wegen seiner Seidenherstellung bekannt. Die auf Madagaskar vorkommende Seidenraupenart ernährt sich von den Blättern des Tapiabaumes (Uapaca bojeri), der ausschließlich auf Madagaskar vorkommt und in der Umgebung der Stadt gut gedeiht. Am nördlichen Stadtrand kann eine Seidenweberei besichtigt werden. Die aus den Kokons der Raupen gewonnene Seide wird in Ambalavao wie Wolle gesponnen und vor dem Weben mit Naturfarben, die aus den Wurzeln und Blättern von in der Umgebung der Stadt wachsenden Pflanzen gewonnen werden, gefärbt.
Auch für die Herstellung von Antemoiro Papier, die ebenfalls in einer Werkstatt vorgeführt wird, ist Ambalavao bekannt. Das Papier wird aus der Rinde des AvohaStrauches, einer Art der Maulbeeren, hergestellt.
Ein wichtiger Wirtschaftsfaktor für die Stadt ist auch der Zebumarkt, der zweimal wöchentlich stattfindet.

## Umgebung
Einige Kilometer weiter westlich befindet sich das Anja Community Reserve zur Beobachtung von Kattas, einer Lemurenart.